# 잿물
잿물은 재를 용탈해 얻은 수산화물 (주로 탄산 칼륨을 함유한다.), 또는 수산화 나트륨이나 수산화 칼륨 등 강한 염기성을 띠며 물에 녹는 가성 알칼리를 일컫는 말이다. 수산화 나트륨은 양잿물(洋--)로도 불린다. 잿물은 또한 회즙(灰汁)이라고도 불리며, 나뭇재나 석회로 만든 잿물을 회유(灰釉)라 부르기도 한다.

## 쓰임새
짚이나 나무 등을 태운 재를 우려낸 잿물을 예전에 주로 빨래할 때 썼다.
유리나 비누 제작, 직물 생산, 그리고 몇몇 음식 준비에 쓰이기도 한다.
도자기 몸에 덧씌우는 유약으로 쓰기도 한다.